# Guy Maunsell
Guy Anson Maunsell (1 de septiembre de 1884 - 20 de junio de 1961) fue el ingeniero civil británico responsable del diseño de los fuertes navales y del ejército utilizados por el Reino Unido para la defensa de los estuarios del Támesis y Mersey durante la Segunda Guerra Mundial.

## Primeros años
Maunsell nació en 1884 en Srinagar, Cachemira en la India británica, uno de los tres hijos de una familia militar. Su padre, Edward Henry Maunsell (1837-1913) era de ascendencia angloirlandesa y fue capitán de la 5ª Guardia de Dragones y la 15.ª de Húsares. Su madre, Rosalie Harriet Anson (1852-1922), nació en Guernsey; la pareja se había casado en la catedral de Bombay en 1878. Estaba relacionado lejanamente con el general Sir Frederick Richard Maunsell (1828-1916) de los Ingenieros Reales de Bengala. Young Guy fue enviado al Eastbourne College en Inglaterra entre 1897 y 1903, y estudió ingeniería civil en el Central Institudion del City & Guilds of London Institute, en South Kensington.
Aunque se graduó con honores de primera clase en 1906, no encontró empleo inmediato y viajó por el país realizando acuarelas. Al año siguiente, se convirtió en asistente del ingeniero suizo Adrien Palaz (1863-1930), profesor de electricidad industrial en la Universidad de Lausana, donde aprendió las últimas técnicas asociadas con el hormigón armado. En 1909 consiguió un puesto en Easton Gibb & Son que se dedicaban a la construcción del Rosyth Dockyard. En julio de 1914, Maunsell se trasladó a R. Thorburn and Sons como su agente principal y fue responsable de la construcción de dos fábricas de trinitrotolueno para el gobierno británico.

## Experiencia como ingeniero militar

### Primera Guerra Mundial
En 1917, Maunsell fue reclutado como oficial comisionado en el cuerpo de Ingenieros Reales (Royal Engineers) y pasó un año en el frente occidental. Recalado en Inglaterra, trabajó como ingeniero jefe en el astillero de John Ver Mehr en Shoreham-by-Sea, en la construcción de remolcadores y barcazas de hormigón llamados Shoreham Creteships. También participó en las torres de hormigón y acero para el Plan del Almirantazgo MN, que estaban destinadas a cerrar el estrecho de Dover a los submarinos U-Boot. Una sola torre sobrevive hoy como el faro de la Torre Nab.

### Segunda Guerra Mundial

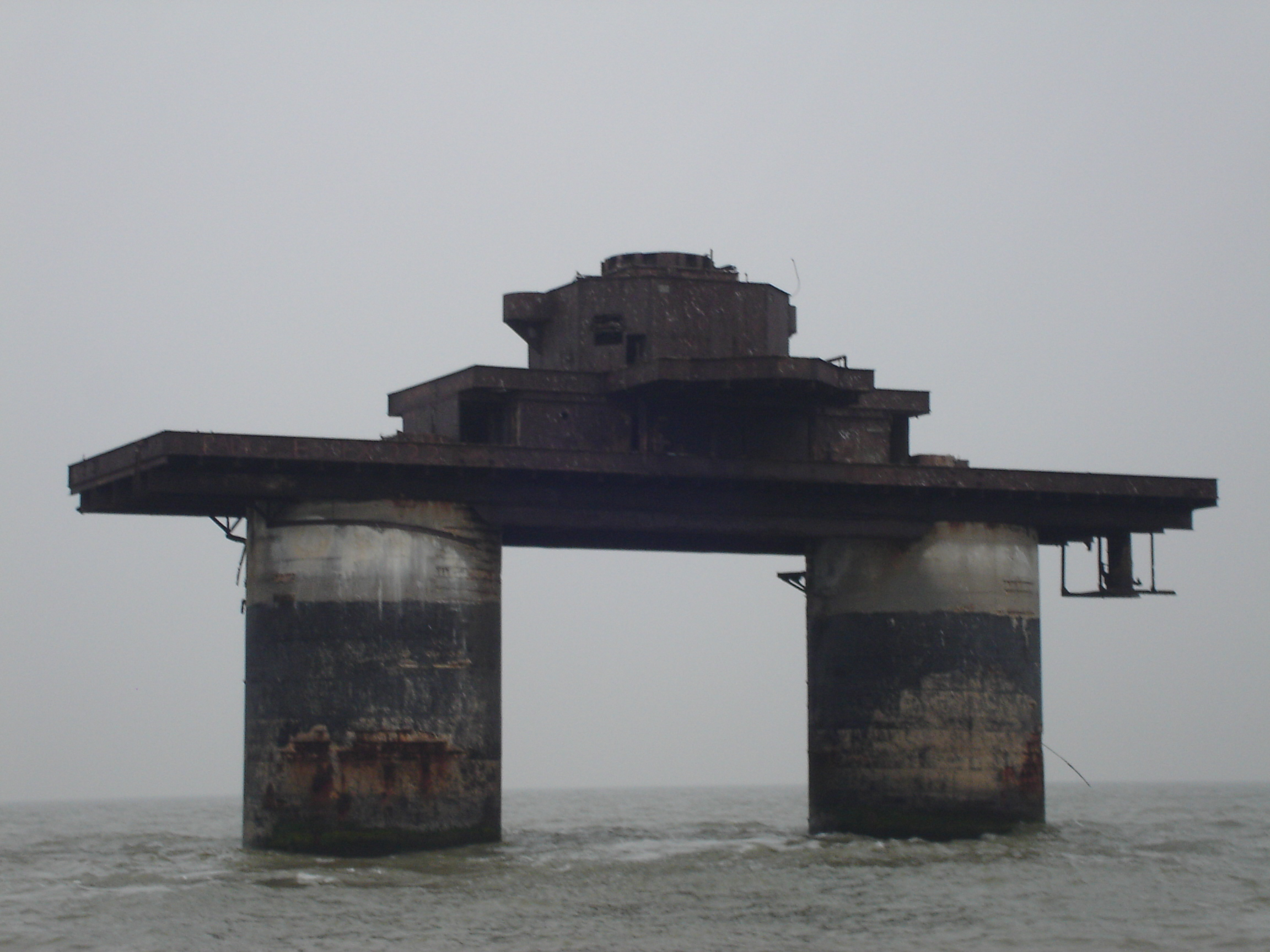
Fortaleza marina de Knock John, diseñada por Guy Maunsell.

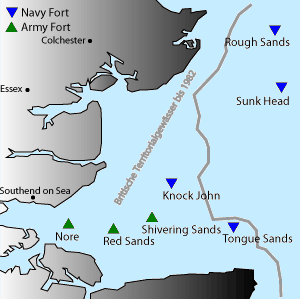
Localización de los fuertes del estuario del Támesis (al sureste de Inglaterra).

En 1942, Maunsell diseñó varios fuertes para la Royal Navy y para la defensa antiaérea británica en la costa este de Inglaterra, para la defensa de los estuarios del Támesis y Mersey. A finales de la década de 1950 los fuertes fueron desmantelados o abandonados, y en los años posteriores algunos fueron ocupados por emisoras de radio pirata. En particular, el fuerte de Fort Roughs fue ocupado en 1967 por Paddy Roy Bates para fundar la micronación de Sealand.

## Experiencia posterior
En 1955 fundó la firma G Maunsell & Partners en el Reino Unido que fue pionera en el uso de hormigón pretensado en grandes puentes. El paso elevado de Hammersmith, terminado en 1961, hizo un uso revolucionario de este nuevo método de construcción y le siguieron muchas más estructuras. La firma se expandió a Australia, Hong Kong y el Medio Oriente y con el tiempo se fusionó con Oscar Faber & Partners para formar Faber Maunsell, y finalmente se convirtió en parte del grupo AECOM con sede en Estados Unidos.
Murió en Tunbridge Wells, Kent el 20 de junio de 1961.